# Herbert Albrecht
Herbert Albrecht, född 12 januari 1900 i Altenburg, död 13 juni 1945 i München, var en tysk nazistisk politiker och agronomie doktor. Han var Gauleiter i Gau Mecklenburg från juli 1930 till februari 1931.